# Diuris aurea
Diuris aurea là một loài thực vật có hoa trong họ Lan. Loài này được Sm. mô tả khoa học đầu tiên năm 1804.